# Eyak
L’eyak est une langue na-dené disparue au XXIe siècle. Elle était parlée au sud de l'Alaska, autour de la rivière Copper.

## Présentation
Cette langue a disparu le 21 janvier 2008 lorsque la dernière personne la parlant, Marie Smith Jones, une Eyak, est morte à 89 ans. De par la disparition de ses locuteurs, l'eyak est devenu le symbole des langues en danger.
L'eyak forme une branche à lui tout seul de la famille na-dené. Les langues les plus proches de l'eyak sont donc les langues athapascanes et le tlingit, qui forment le reste de la famille na-dené.
L'expansion de l'anglais au détriment des langues indigènes n'est pas la seule raison du déclin de la langue eyak. La migration vers le nord du peuple Tlingit dans les environs de Yakutat avant l'arrivée des Européens encouragea l'usage du tlingit plutôt que celui de l'eyak le long d'une grande partie de la côte pacifique de l'Alaska. Les Eyaks étaient aussi sous la pression de leurs voisins de l'ouest, les Alutiit de la baie du Prince-William, ainsi que de celle des populations de la vallée de la Copper River. Les cultures eyak et tlingit commencèrent à fusionner sur les côtes du golfe et nombre de groupes parlant l'eyak furent absorbés par des populations Tlingit de la région du golfe. Il en résulta un remplacement de l'eyak par le tlingit dans presque tous les groupes mixtes en quelques générations, comme reportée dans la tradition orale Tlingit de la région.
La langue eyak, objet principal de l'étude du linguiste américain Michael Krauss, anime depuis les années 1960 plusieurs de ses projets. Une bourse de la National Science Foundation visant à la documentation et la publication d'ouvrages universitaires sur cette langue lui a été accordée début 2010. Parmi ces ouvrages sont présents le confidentiel et académique Eyak Dictionary ainsi qu'Eyak Texts, tous deux parus en 1970. La seule publication accessible aujourd'hui demeure In Honor of Eyak: The Art of Anna Nelson Harry, édité à trois reprises à cinq-cents exemplaires. L'intégralité de la documentation de cette langue a été numérisée et est disponible en consultation libre sur le site de l'Alaska Native Language Archive de l'université de l'Alaska à Fairbanks.